# Погорелка (Вощажниковское сельское поселение)
Погорелка — деревня Борисоглебского района Ярославской области, входит в состав Вощажниковского сельского поселения.

## География
Расположена на берегу реки Могза в 21 км на север от центра поселения села Вощажникова и в 32 км на север от райцентра посёлка Борисоглебский. В 1 км севернее деревни располагается 5 Пограничный учебный центр ФСБ РФ. 

## История
В конце XIX — начале XX деревня входила в состав Неверковской волости Угличского уезда Ярославской губернии.
С 1929 года деревня входила в состав Тарасовского сельсовета Большесельского района, с 1962 года — в составе Неверковского сельсовета Борисоглебского района, с 2005 года — в составе Вощажниковского сельского поселения.

## Население
| 1859 | 1914 | 2007 | 2010 |
| ---- | ---- | ---- | ---- |
| 177  | ↗210 | ↘26  | ↗542 |